# Vanhoeffenura tenuispinis
Vanhoeffenura tenuispinis är en kräftdjursart som först beskrevs av Yakov Avadievich Birstein 1957.  Vanhoeffenura tenuispinis ingår i släktet Vanhoeffenura och familjen Munnopsidae. Utöver nominatformen finns också underarten V. t. tenuispinis.